# Trichosporonoides madida
Trichosporonoides madida är en svampart som beskrevs av de Hoog 1979. Trichosporonoides madida ingår i släktet Trichosporonoides, klassen Tremellomycetes, divisionen basidiesvampar och riket svampar.   Inga underarter finns listade i Catalogue of Life.